# Masahito Noto
Masahito Noto (japanisch 能登 正人 Noto Masahito; * 10. April 1990 in Hirakata) ist ein japanischer Fußballspieler auf der Position eines Stürmers.

## Karriere
Noto erlernte das Fußballspielen in der Schulmannschaft der Tokai University Daigo High School. Seinen ersten Vertrag unterschrieb er 2010 bei SV Gonsenheim. Danach spielte er bei Hannover 96 II, Buriram United, Chainat Hornbill FC, Army United, Bangkok FC, JEF United Chiba, Lanexang United FC, Persiba Balikpapan, Tokyo United FC und Nankatsu SC.